# Gamasellus tschucotensis
Gamasellus tschucotensis är en spindeldjursart som beskrevs av Davydova 1982. Gamasellus tschucotensis ingår i släktet Gamasellus och familjen Ologamasidae. Inga underarter finns listade i Catalogue of Life.